# Mio caro dottor Gräsler
Mio caro dottor Gräsler er en italiensk film fra 1990 af Roberto Faenza.

## Medvirkende
- Keith Carradine som Emil Gräsler
- Miranda Richardson som Frederica / Widow
- Kristin Scott Thomas som Sabine
- Sarah-Jane Fenton som Katerina
- Mari Törőcsik som Mrs. von Schleheim
- Mario Adorf som L'amico di Gräsler
- Max von Sydow som Von Schleheim
- Franco Diogene